# Wasilij Smirnow (piłkarz)
Wasilij Pawłowicz Smirnow, ros. Василий Павлович Смирнов (ur. 18 grudnia?/31 grudnia 1908 w Sierpuchowie, w guberni moskiewskiej, Imperium Rosyjskie, zm. 12 czerwca 1987 w Sierpuchowie, Rosyjska FSRR, ZSRR) – rosyjski piłkarz, grający na pozycji napastnika, hokeista, trener piłkarski.

## Kariera piłkarska

### Kariera klubowa
Wychowanek zespołu zakładowego w mieście Sierpuchow. W 1927 rozpoczął karierę piłkarską w klubie Triochgorka Moskwa. W 1930 przeszedł do Dinama Moskwa, w którym występował do końca kariery w piłce nożnej w 1939 roku.

### Kariera reprezentacyjna
W latach 1932–1935 rozegrał w reprezentacji Związku Radzieckiego 11 nieoficjalnych meczów (wszystkie z reprezentacją Turcji), w których zdobył 4 bramki. Uczestniczył w międzynarodowych meczach z reprezentacją Pragi (1935), Racingiem Paryż (1936) oraz z reprezentacją Kraju Basków (1937).

## Kariera hokeisty
Oprócz piłki nożnej Smirnow uprawiał bandy (mistrz ZSRR 1936 oraz zdobywca Pucharu ZSRR 1937 i 1938).

## Kariera zawodowa
Po zakończeniu kariery piłkarskiej w latach 1940-1941 pracował na stanowisku dyrektora stadionu Dynamo w Moskwie. Następnie w latach 1944-1956 trenował klubowe drużyny Dynamo w hokeju na lodzie i w piłce nożnej. W 1957 powrócił do rodzimego miasta, gdzie prowadził do 1962 roku reprezentację Sierpuchowa, a potem do 1968 klub Zwiezda Sierpuchow. Zmarł 12 czerwca 1987 w Sierpuchowie.

## Sukcesy i odznaczenia

### Sukcesy klubowe
- mistrz ZSRR: 1936 (w), 1937
- wicemistrz ZSRR: 1936 (j)
- zdobywca Pucharu ZSRR: 1937
- mistrz Moskwy: 1927 (w), 1929 (j), 1930 (w), 1931 (j), 1934 (j), 1935 (w)
- mistrz ZSRR spośród miast i republik: 1932, 1935
- mistrz towarzystwa "Dynamo": 1933

### Sukcesy indywidualne
- król strzelców Mistrzostw ZSRR: 1937 (8 goli)
- wybrany do listy 33 najlepszych piłkarzy ZSRR: Nr 1 (1933)

### Odznaczenia
- tytuł Mistrza Sportu ZSRR
- tytuł Zasłużonego Mistrza Sportu ZSRR: 1947